# みわ梢子
みわ 梢子（みわ しょうこ）は、日本の女性声優。主にアダルトゲームに出演。

## 出演作品

### アダルトゲーム

#### 2004年
- 悪注入 -君に捧げる悪意の魂-（袋田 牧恵）
- 淫乳団地妻（蓮見 志津音）

#### 2005年
- 接待倶楽部（多山 末和、久枝 円香）

#### 2006年
- 機械仕掛けのイヴ 〜Dea Ex Machina〜（ティエラ、九音）
- どうして?いじってプリンセス Final Road 〜もう!またこんなところで3〜（フレイヤ）
- ぷりサガ! ～ボクの妃は×××～（ガーベラ＝ガーベルハイト）
- 夢幻天使エクスシア（天羽 夢妃）
- もえママ!（涼原 亜弥衣）

#### 2007年
- 辱島 -ジョクジマ-（樫野 麻衣）
- 乳いぢめ 爆乳姉妹狂宴譚（加賀野 織枝）
- PrettyDevil ミリオムといっしょ -悪注入アフター- （袋田 牧恵）
- 必殺シゴキ人 〜学園高慢女斬り〜（間宮 亜季）

#### 2008年
- ぷりサガ! Ｘ（ガーベラ＝ガーベルハイト）

### 一般ゲーム

#### 2007年
- ぷりサガ! ～プリンセスを探せ!～（ガーベラ＝ガーベルハイト）

#### 2009年
- ぷりサガ! PORTABLE（ガーベラ＝ガーベルハイト）